# Guerra civil iraquí
La guerra civil iraquí fue un conflicto armado que se desarrolló entre 2013 y 2017 en el territorio de la República de Irak, en el cual se enfrentaron por un lado,  el nuevo Gobierno federal de Irak y sus aliados (en el poder desde la disolución de la Autoridad Provisional de la Coalición en 2004) contra los militares del antiguo ejército del Irak baazista y socialistas árabes, agrupados en la sola idea de deponer al Gobierno federal, compuesto por conservadores favorables al occidentalismo y panislamismo contrarios a la guerra de Irak y relacionados estrechamente a la rama musulmana más radical del neobaazismo sectario sunita. Así como los considerados grupos yihadistas como el Estado Islámico y afines.
Ambos bandos tuvieron aliados temporales, los neobaazistas a menudo con islamistas y grupos antiamericanos, y las fuerzas del Gobierno federal con muchos ejércitos extranjeros (Estados Unidos, Canadá, Reino Unido, Francia, España, Australia, Arabia Saudita, Turquía principalmente) de la CJTF–OIR y por separado de la Coalición RSII (integrado por Rusia, Siria, Irán y la misma Irak), así como diversos movimientos islamistas de mayoría chiitas y organizaciones kurdas.
Otros grupos de diversa índoles políticas e ideológicas también participan en la guerra, incluido los separatistas kurdos de los peshmergas, los salafistas afganos de Al Qaeda, comunistas, anarquistas y otros movimientos autoproclamados defensores de las minorías étnicas y religiosas que habitan Irak, como los turcomanos, asirios, chabaquíes, cristianos árabes y yazidíes.
Antes del 2014 los enfrentamientos se limitaban a atentados terroristas y ataques sorpresa en los suburbios de ciudades como Bagdad y Mosul o en localidades en medio del desierto árabe, a inicio del 2014 la mayor facción iraquí de Al Qaeda rompe lazos con su central en Afganistán y junto a la organización del Consejo de la Shura de los Muyahidines en Irak y seguidores de la desaparecida organización Yama'at al-Tawhid wal-Yihad formarían el Estado Islámico de Irak (EII). Las operaciones a gran escala comenzarían en 2015 cuando el ahora EII culminaría exitosamente la invasión de la gobernación de Ambar en el lado occidental de Irak, la invasión a Ambar permitiría a la organización tener acceso al levante mediterráneo e involucrase en los conflictos de Siria, Líbano y los territorios palestinos por lo cual ese mismo año cambia su nombre a Estado Islámico de Irak y el Levante (EIIL) en alusión a su intervención en el levante.
Entre 2015 y 2017 el Gobierno federal de Irak se ve fortalecido por la ayuda brindada de la Coalición Internacional Contra Estado Islámico y paralelamente se une a la Coalición RSII, los grandes enfrentamientos con resultado favorables al gobierno se ven reflejados en las campañas de Mosul, Tal Afar y Ambar y Nínive. El último enclave del Estado Islámico en territorio iraquí estuvo repartido en varios pequeños pueblos del desierto, siendo finalmente derrotados el 9 de diciembre de 2017, quedándoles únicamente presencia territorial en el levante mediterráneo. Los grandes enfrentamientos volvieron a reducirse a atentados y escaramuzas entre las tropas del Gobierno federal y los pocos militantes que quedaron esparcidos en Irak.
A pesar de que los mayores enfrentamientos se dieron entre el Estado Islámico y el Gobierno Federal de Irak, el norte de Irak —oficialmente llamado Kurdistán iraquí—, mayoritariamente habitado por kurdos también tuvo una participación en la guerra, llegando a rivalizar con el Gobierno federal y teniendo ambos su punto de quiebre en la batalla de Kirkuk de 2017 en lo cual el Gobierno federal resultaría victorioso, el motivo principal de la batalla sería el referéndum no reconocido de independencia celebrado por el Kurdistán el 25 de septiembre del mismo año. Organizaciones pro-gubernamentales como las Fuerzas de Movilización Popular y Kataeb Hezbolá ganaron fuerza y presencia a raíz de su participación en la guerra.
Para algunos historiadores la guerra civil sería una fase más violenta de la insurgencia iraquí desarrollada entre 2011 a 2013 y la cual formaría parte de un conflicto mayor que habría iniciado con la desestabilización de Irak durante la Invasión de 2003 liderada por Estados Unidos.

## Antecedentes
Van a fracasar. Van a encontrar que no es tan fácil gobernar Irak.
Sadam Husein

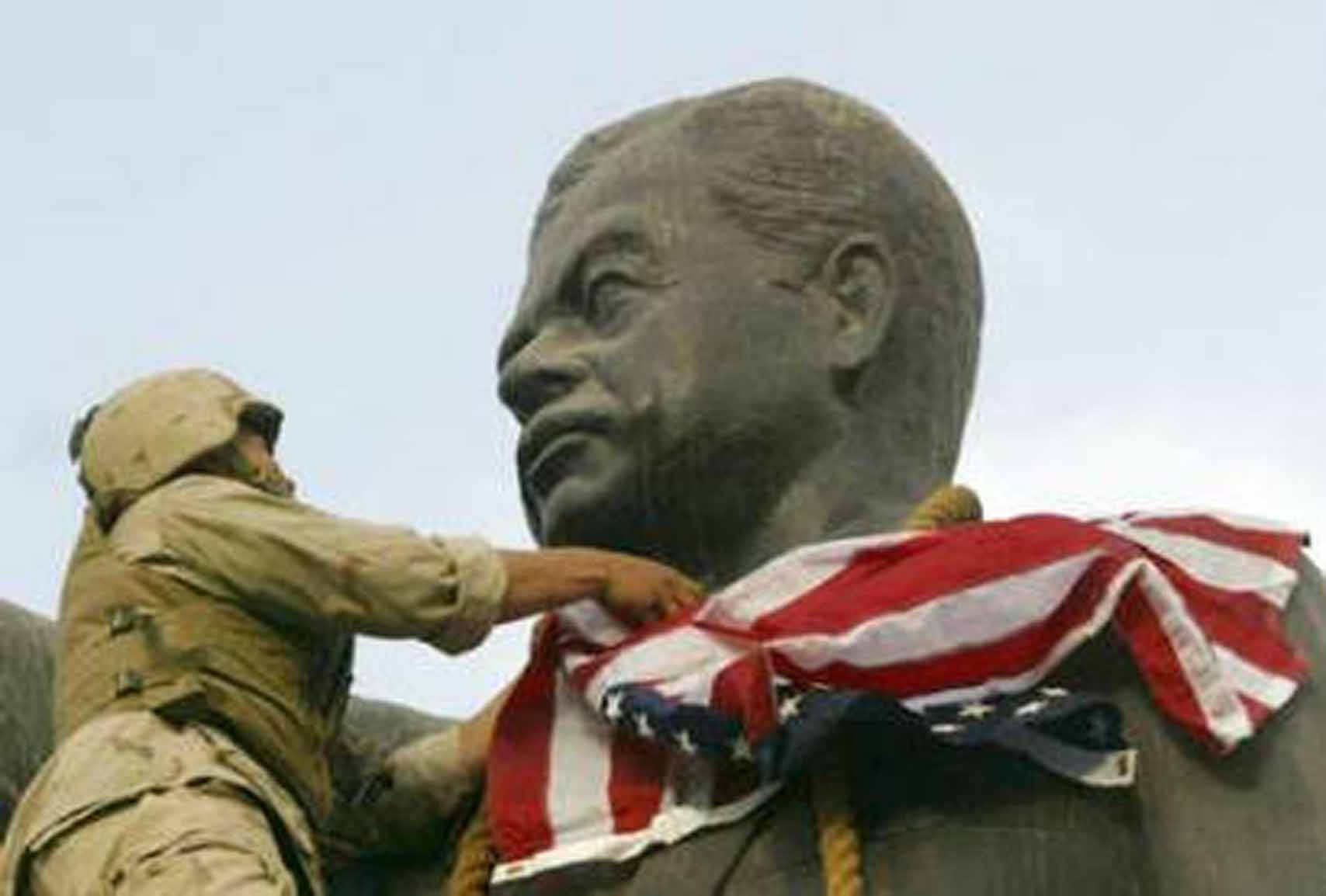
Estatua de Sadam Huseín, siendo cubierta con una bandera estadounidense, mostrando la victoria militar de la Coalición liderada por Estados Unidos en Irak.

Las causas bélicas del estallido de la guerra civil iraquí son: en Irak, la invasión y posterior guerra, la disolución de la Irak baazista, la prohibición de la rama iraquí del Partido Baaz Árabe Socialista, la torpe retirada estadounidense del territorio iraquí, la aparición de guerrillas revolucionarias, la masacre a sunitas en Hawija, la división religiosa y étnica, en el exterior, los derramamientos de la guerra civil siria y la tercera guerra de Afganistán, llegada de extremistas islamistas como Al Qaeda, la aparición del Estado Islámico y la situación de guerra subsidiaria entre las potencias del Reino de Arabia Saudita y la República Islámica de Irán.
La guerra civil iraquí estalló después de que estas acciones agresivas recibieran como respuesta una declaración de guerra, la resistencia armada o ambas, por parte de los bandos agredidos y aquellos con los que mantenían alianzas. En un primer momento el bando del gobierno federal de Irak solo estuvo apoyado por sus propias fuerzas armadas y algunos grupos paramilitares aliados del nuevo gobierno, en menor medida, tropas del Ejército de los Estados Unidos y apoyo táctico del Ejército Árabe Sirio, mientras que los insurgentes baazistas las constituían únicamente opositores al gobierno federal y algunos militantes muyahidines provenientes de Siria, Líbano, Arabia Saudita, Afganistán, Pakistán y del Cáucaso.
A medida que la guerra progresó, los países que iban entrando en la misma (por ser atacados o tener intereses en Irak) se alinearon en uno de los varios bandos, dependiendo de cada situación. Ese fue el caso de la Unión Europea e Irán, atacados respectivamente por baazistas e islamistas. Otros bandos como los del Kurdistán iraquí se mantuvieron firme a su postura en las fases finales de la guerra.

Conflictos que tuvieron relación con la explosión de la Guerra Civil Iraquí
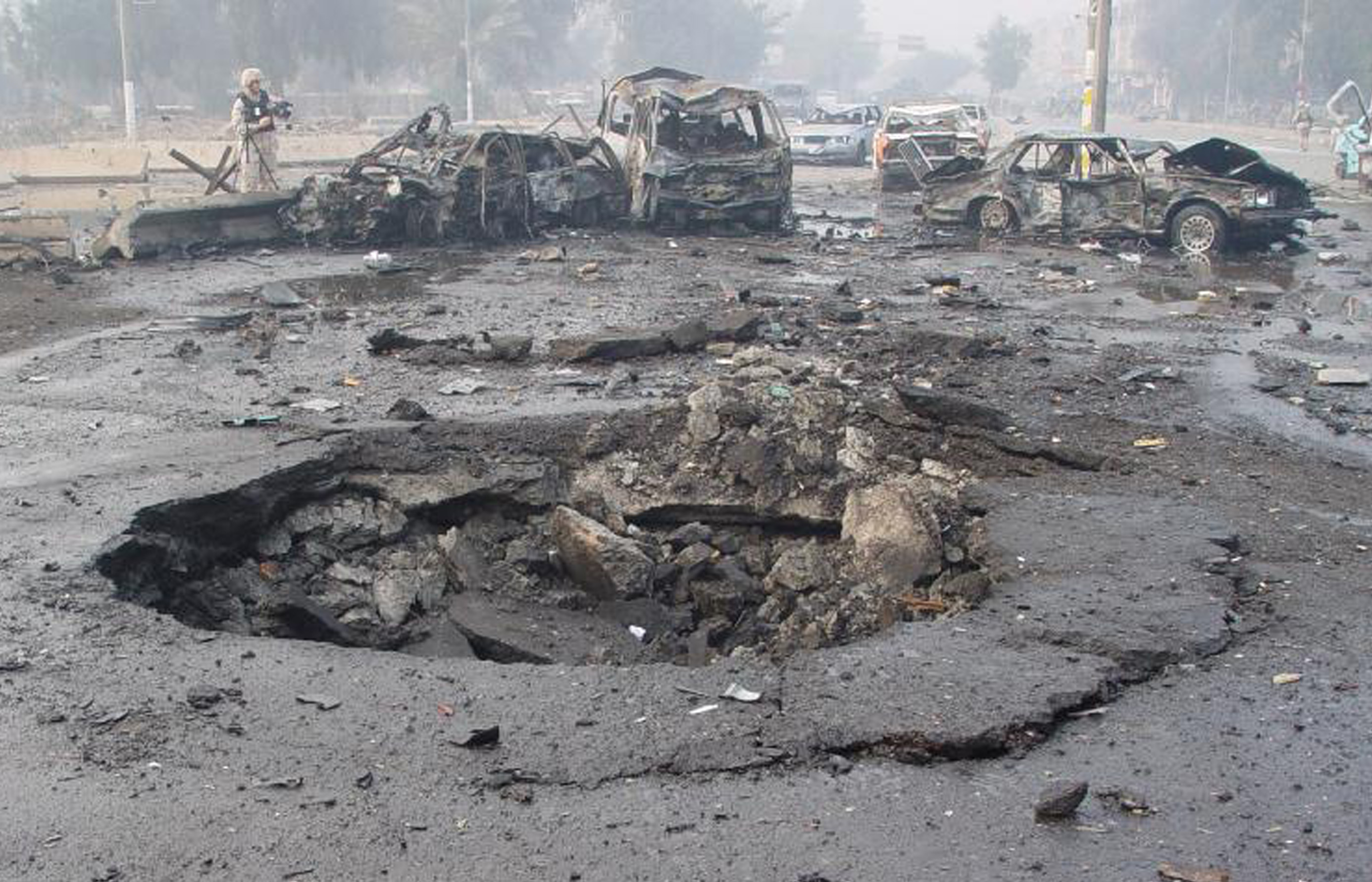
Invasión de Irak, guerra de Irak, guerrilla iraquí (2003-2011)
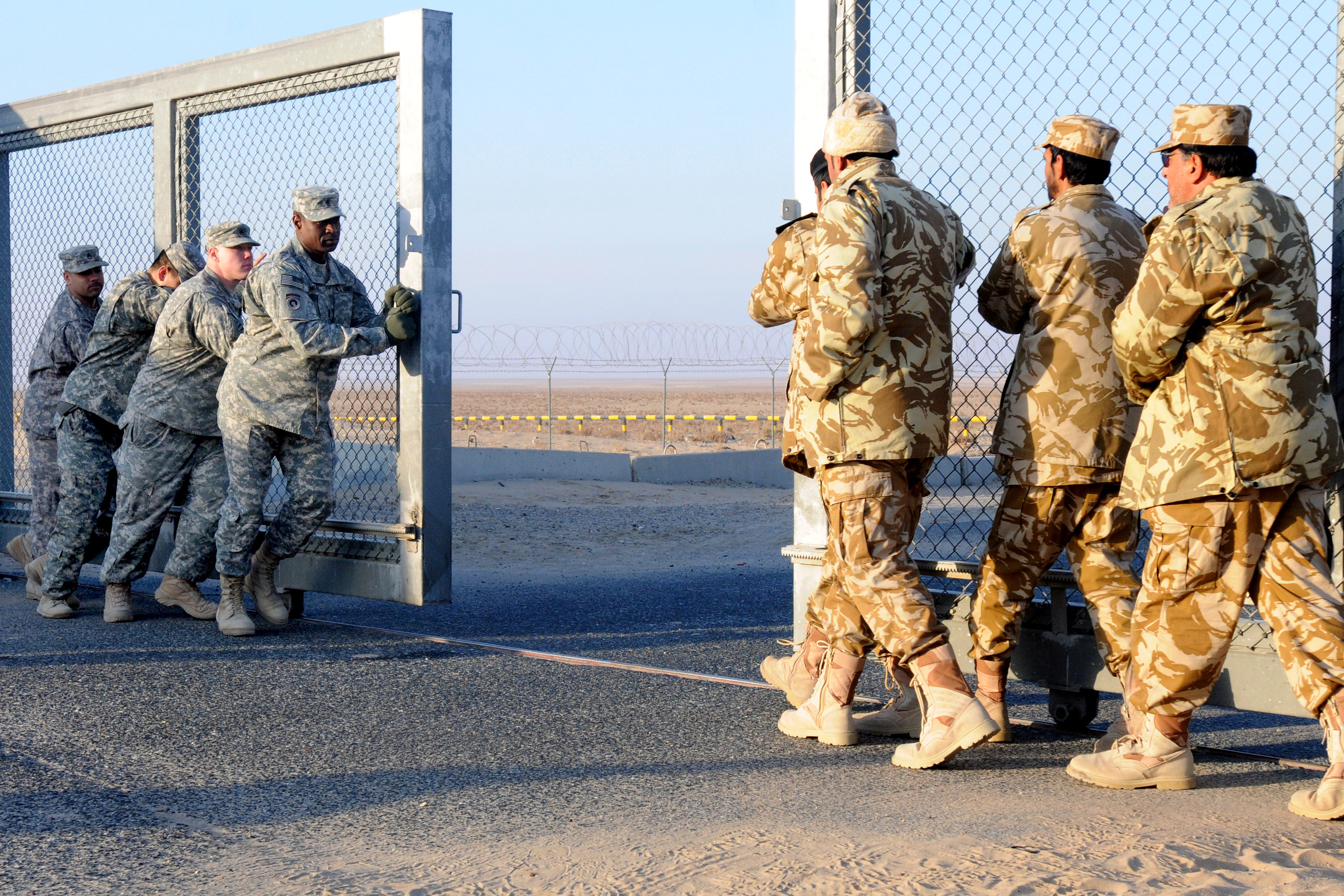
Insurgencia iraquí posterior al retiro de las tropas estadounidenses (2011-2014)
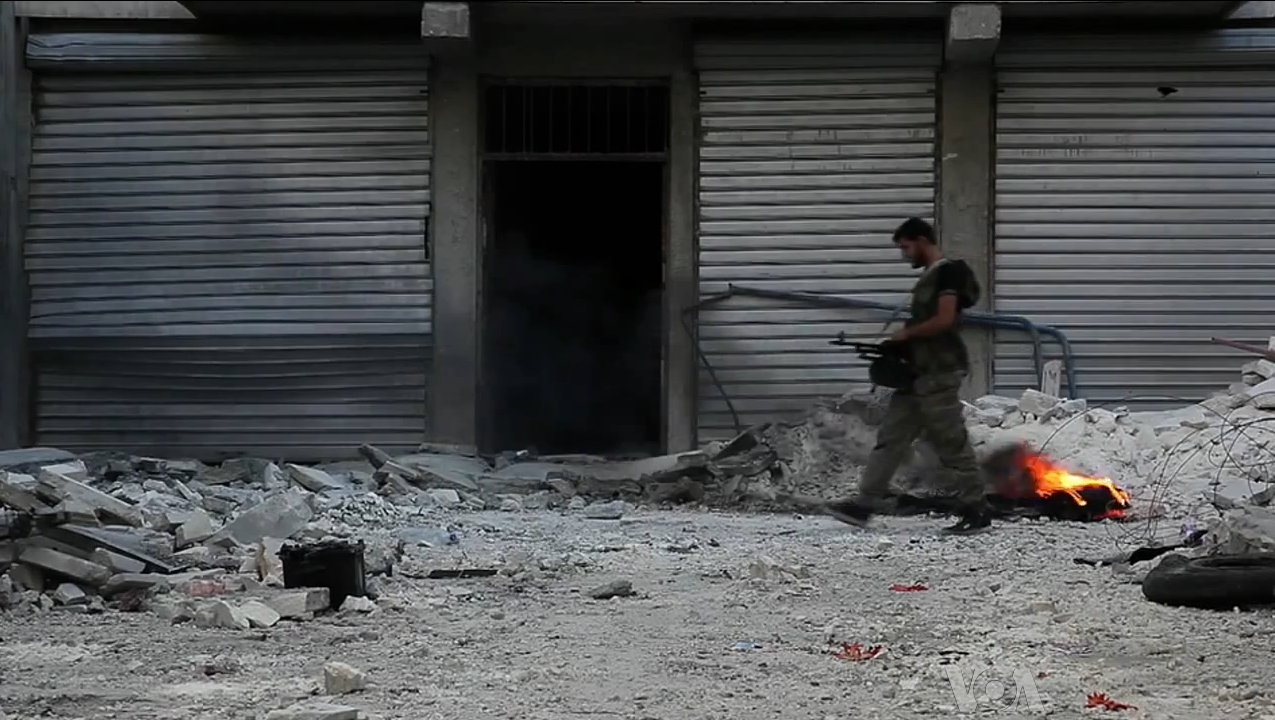
Guerra Civil Siria (2011-presente)
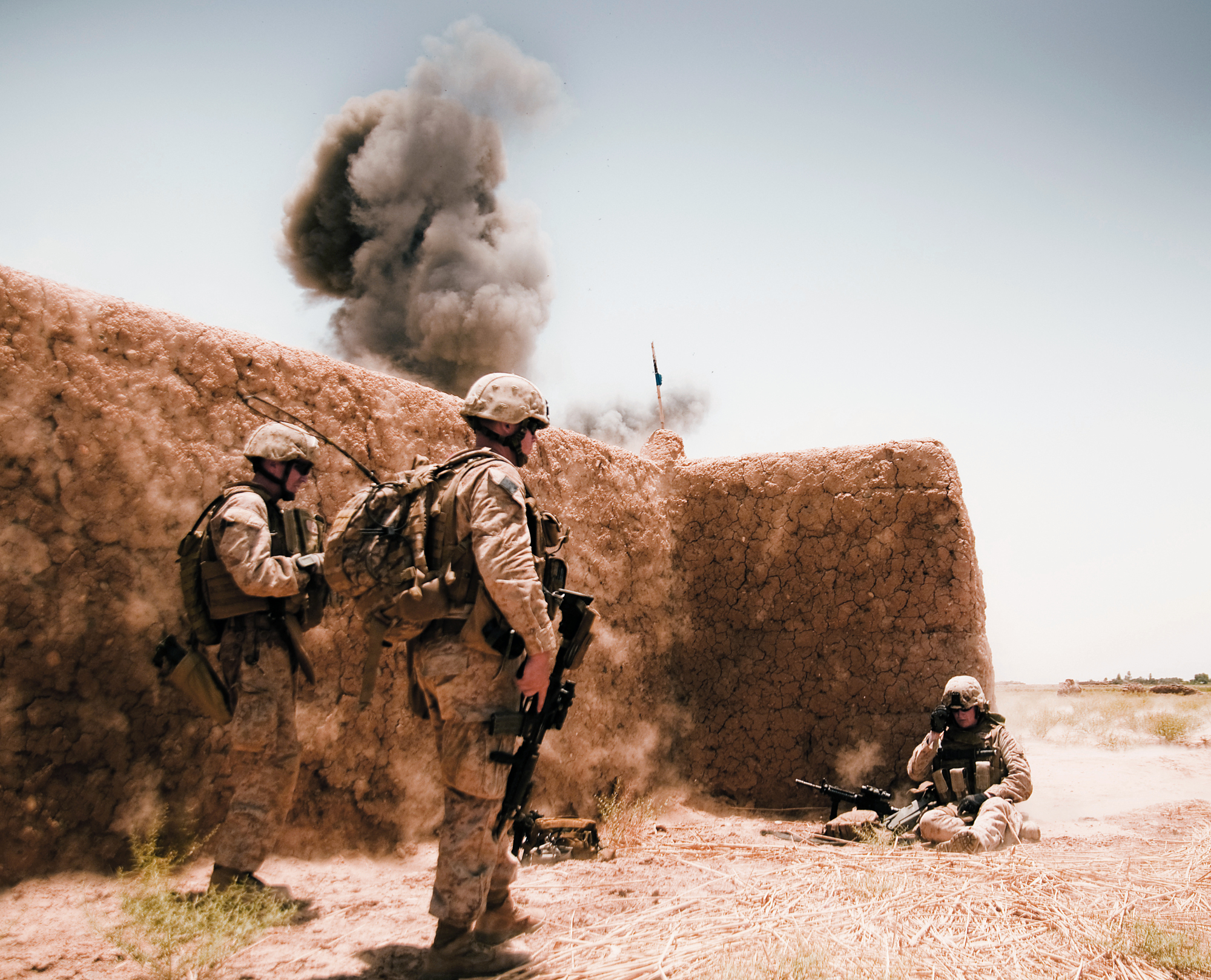
Tercera Guerra de Afganistán (2001-2014)
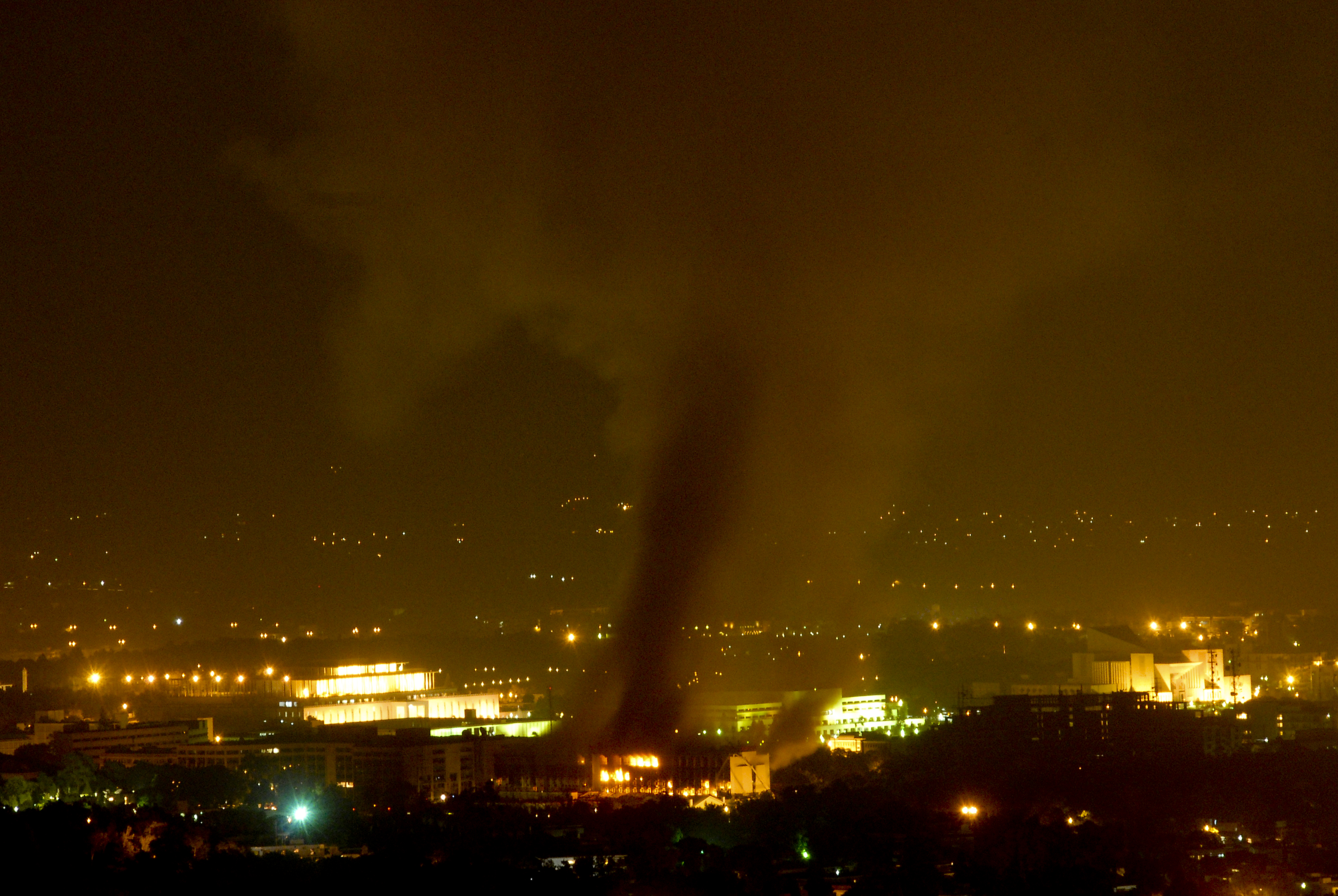
Guerra en el noroeste de Pakistán (2004-presente)

### En Irak
Expulsar a Sadam del poder fue una buena decisión.
George W. Bush

Expansión de Irak con la anexión de Kuwait en 1990, significó el inicio de la guerra del Golfo y la ruptura de las relaciones entre países sunitas del golfo Pérsico.

La victoria estadounidense en la guerra de Irak, establecía que se iba a dar un gran cambio de poder en el país, durante periodo de Sadam Huseín los que gobernaban eran mayoritariamente sunitas musulmanes seculares pertenecientes al Partido Baaz Árabe Socialista de Irak, por lo tanto a las minorías religiosas y étnicas que habían apoyado a las tropas estadounidenses se les compensaría con la administración del nuevo gobierno estructurado en un modelo federalista en donde cada gobernación sería administrada por los pueblos que la habitaran, ya sea árabe, turcomano, kurdo o asirio, por otro lado el chiismo musulmán asumió el poder, esta minoría particularmente junto con la kurda era una de las que más se vieron afectadas durante el mandato de Husein por lo cual indirectamente una vez creado el gobierno federal se registraron varias represalias contra todo aquel que fuera sunita, acusándolos, en varias oportunidades sin fundamentos, de pertenecer al partido baaz o tener relaciones con el anterior gobierno depuesto de Husein.
Los militares que apoyaron y pertenecieron a Irak baazista se vieron abandonados, por sus anteriores aliados (El reino sunita de Arabia Saudita o el Partido Baaz Árabe Socialista de Siria por ejemplo) particularmente por los recuerdos de la invasión de Kuwait que llevó a la guerra del Golfo de 1990 a 1991 entre países de mayoría sunita.
El poco conocimiento sobre la cultura, idiosincrasia y sociedad iraquí, por parte de los estadounidenses, originó rápido desencantamiento de la población civil hacia el nuevo gobierno federal y comenzaron a calificar la presencia de Estados Unidos de «ocupación militar».
En 2005 el nuevo Gobierno Federal de Irak emitió un comunicado donde pedía disculpas a Irán por la guerra librada entre ambos países en el periodo de 1980 a 1988, para varias organizaciones nacionalistas y sunitas, esto significó una subordinación del nuevo gobierno ante la presión de occidente, lo que derrumbó más la ya pobre popularidad del gobierno federal.
La ejecución de Sadam Huseín en 2006, autorizada por las tropas estadounidenses y el gobierno federal, solo incrementó la ira de los opositores al gobierno federal, grupos religiosos sunitas, miembros del partido baazista y todo aquel que se vio afectado por la guerra.

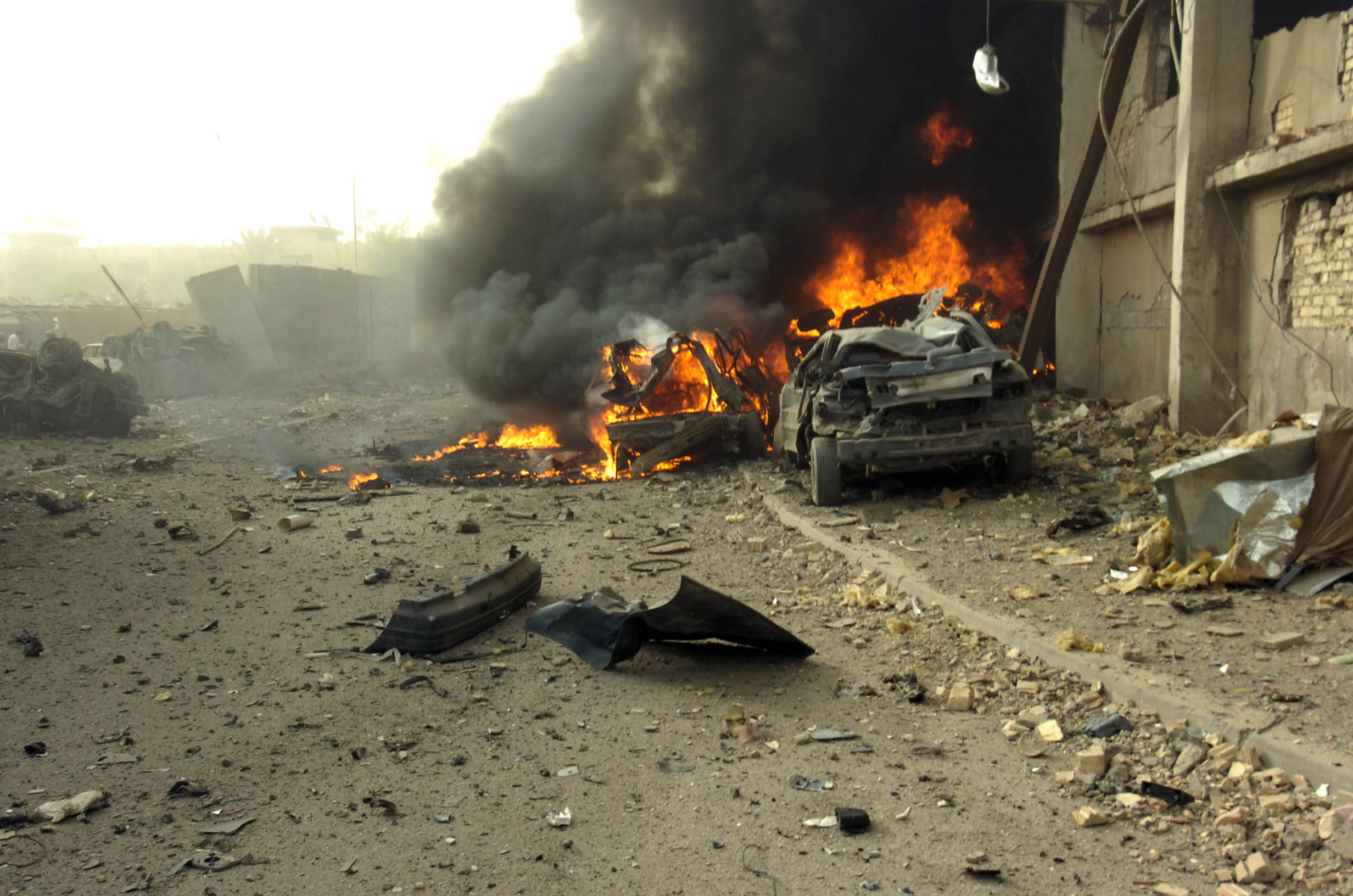
Atentado de 2006 en Bagdad, perpetrado por las guerrillas iraquíes

En las zonas rurales del país y más tarde en las urbes más grandes, la presencia prolongada de tropas estadounidenses tuvo amplio rechazo popular: bajo su tutela legal se había desmembrado el país, en diversas regiones autónomas (como la creación del Kurdistán iraquí), se había reducido el poder del gobierno y prácticamente eran los cuerpos militares estadounidenses los que controlaban todos los ámbitos del ejecutivo, legislativo, judicial así también como del constituyente, Irak se había convertido en un cuasi-protectorado del gobierno federal de los Estados Unidos. La economía y el pueblo iraquí se veía sometida a pagos y servidumbres de la Coalición considerados abusivos, y el Estado carecía de fuerzas de defensa frente a amenazas externas, sobre todo el wahabismo patrocinado por Arabia Saudita, que ya se había mostrado dispuesta a expandir su ideario político por la fuerza. Esta situación percibida de indefensión y represalias abusivas, combinada con el hecho de que antes de la invasión, Irak, ah pesar de sufrir una dictadura, era un país estable y próspero, pues ahora se había convertido en una de las naciones más pobres y desiguales del mundo, hizo resurgir la división sectaria Takfir (infieles al islam) entre sunitas y chiitas, el pensamiento de que los chiitas y cualquier otro grupo étnico y religioso habían conspirado con los infieles (refiriéndose al mundo occidental y en menor medida a otros países de la esfera de influencia islámica) para destruir Irak. Surgió así un gran rencor a nivel social contra Occidente, sus aliados locales, todo aquel que no fuera suní, al gobierno federal de mayoría chií y cualquier cosa que pudiera provenir de ellos.

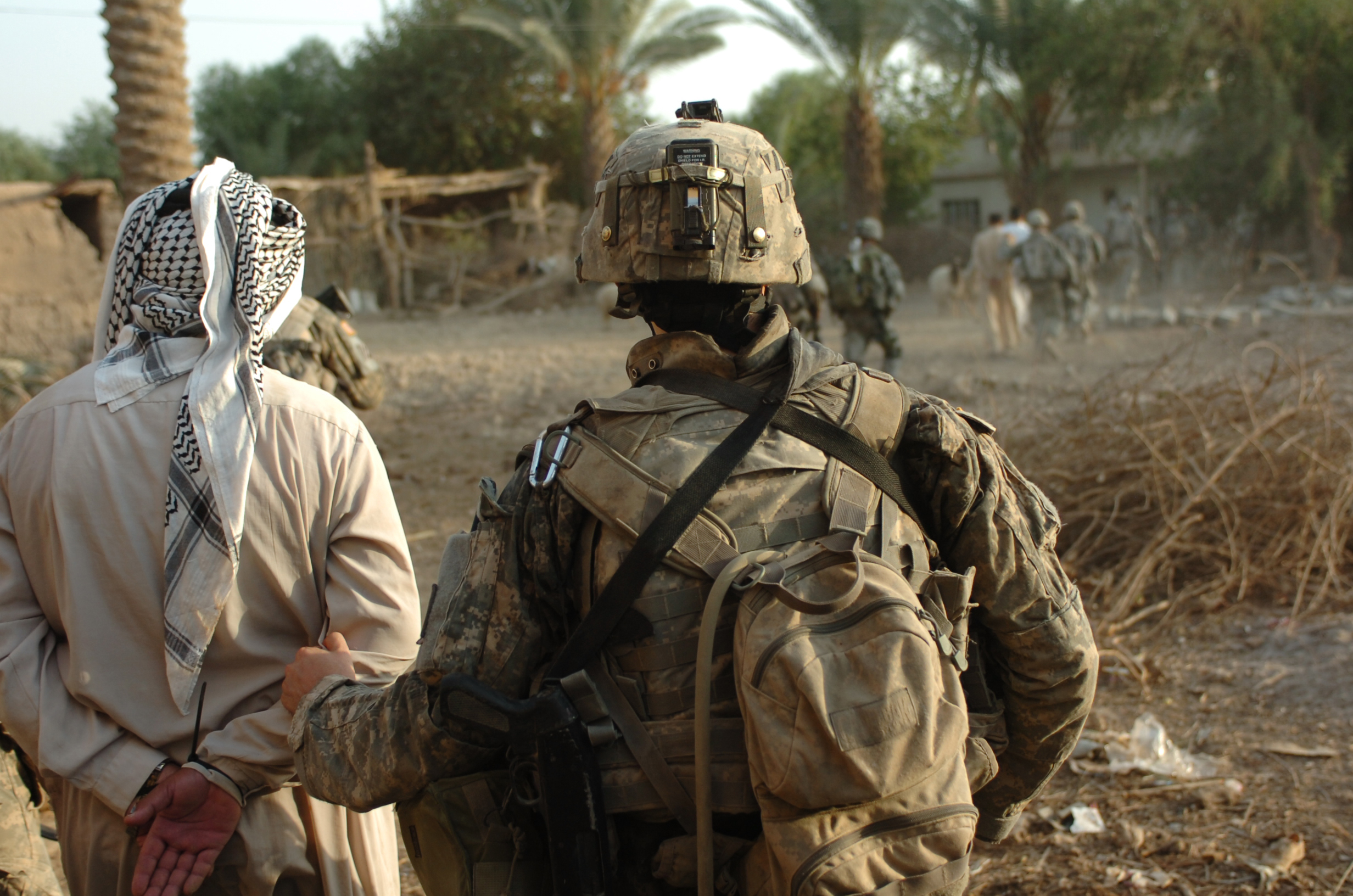
Captura de integrantes iraquíes que colaboraban con Al Qaeda

La reforma del ejército y la desaparición de la guardia republicana que antes de la invasión contaba con 375 000 hombres, significó el despido de miles de ellos, entre los cuales se encontraban padres de familia e individuos que toda su vida se dedicaron al servicio militar, los cuales se vieron obligados a encontrar un nuevo medio de subsistencia en un país colapsado, con una economía destruida, y demasiada tensión social. Varios de ellos no pudieron reintegrarse a la sociedad al ser mayormente discriminados por haber servido al régimen de Sadam Huseín o tener lealtad al baazismo. Todo eso favoreció la creación de guerrillas iraquíes que en un primer momento solo luchaban contra la presencia extranjera sin darle tanta importancia a la religión que profesaran o el lugar que provinieran los ocupantes, las represalias contra los guerrilleros, se generaron durante los periodos de los primeros ministros: Ayad Allawi, Ibrahim al-Jaafari y principalmente de Nuri al Maliki y la pasividad por parte de la Coalición —que paralelamente llevaba a cabo una ardua campaña mediática por tratar de apaciguar las protestas y reclamaciones en occidente por el alargamiento de la intervención militar en oriente medio—, ante los abusos cometidos por el gobierno federal a los guerrilleros. Abriéndose de esta forma la puerta para la llegada de ideologías como el salafismo yihadista de la mano de Al Qaeda que comenzaba a ganar terreno en Irak por representar un «movimiento de resistencia contra el imperialismo y los enemigos del islam» en la sociedad sunita que ya había llevado al país a una insurgencia armada de grandes proporciones de tendencia religiosa étnica. El punto de quiebre fue cuando desertores de Al Qaeda en Irak junto a miembros de Yama'at al-Tawhid wal-Yihad formaron el Estado Islámico.

### Fuera de Irak
Lo que está pasando ahora no es sólo un complot dirigido contra Siria, sino contra toda la región.
Bashar al-Ásad

Ah pesar de que antes del 2014 la insurgencia solo se limitaba a atentados terroristas y algunas escaramuzas aisladas, varios países de la región se encontraban en plena catástrofe humanitaria provocado principalmente por conflictos internos que desembocaron en guerras civiles con intervenciones extranjeras, varias de estas tuvieron preludio de lo que ocurriría en Irak y sus factores son muy parecidos entre sí:

#### Asia-Oriente Medio

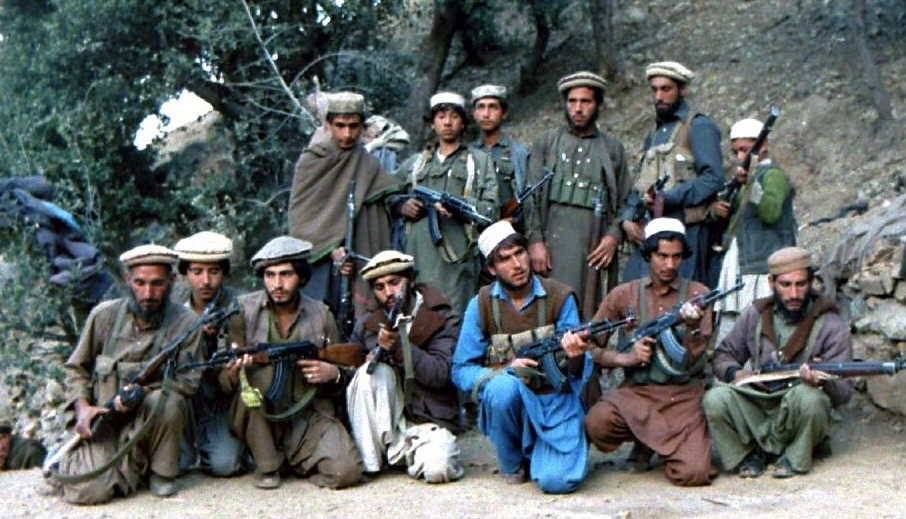
Los muyahidines de Afganistán fueron los antecesores de movimientos yihadistas como Al Qaeda o el Talibán que años más tardes se expandieron a Irak.

- República Árabe Siria: El país más cercano a Irak ya se encontraba en una guerra civil desde el año 2011 entre opositores al gobierno y el gobierno liderado por Bashar al-Ásad, se había registrado en varias ocasiones que insurgentes sirios habían ayudado a guerrilleros iraquíes a contrabandear armas y petróleo entre ellos mismos porque, de cierta manera, compartía la misma meta, derrocar a sus respectivos gobiernos no sunitas. El gobierno sirio ayudó tácticamente al iraquí hasta 2015, año que la situación en Siria empeoraría a raíz de la intervención de islamistas provenientes justamente de Irak, aun así el gobierno sirio sigue brindado apoyo diplomático al iraquí y viceversa.
- República Islámica de Afganistán: El país se encontraba en una nueva tercera fase de conflicto bélico desde su inicio en 1978 con la intervención de la Unión Soviética al país. Afganistán y la intervención soviética fueron los detonantes para la aplicación de la guerra santa por parte de los muyahidines, inspirados por el wahabismo, el salafismo e islamismo, se esparcieron por todo el país una vez retirado los comunistas, en Afganistán se cultivaron los diversos movimientos radicales tales como el Talibán y Al Qaeda, este último llegó a ganar adeptos en Irak.
- República Islámica de Irán: El país persa estuvo en guerra con la Irak baazista de 1980 a 1988 (años atrás los chiitas habían dirigido una revolución contra la monarquía persa), con la invasión del país y la creación del nuevo gobierno federal de mayoría chiita, el régimen de Irán restauró las relaciones con Irak e incluso comenzó a ganar poder político en el país, al estallar la insurgencia sunita en Irak, Irán apoyó enviando armas, dinero y militares para la protección de sus intereses y el peligro de tener a un estado fallido en su frontera. Para el Irán de mayoría chiita la instauración de un gobierno chiita en un país ubicado en el corazón de oriente medio representó la oportunidad de incrementar su influencia en otros países: como Siria o el Líbano.
- Reino de Arabia Saudita: El país durante los años buenos de Sadam Huseín fue significativo las relaciones positivas que tenían ambos países gobernados por sunitas, posterior a la invasión de Kuwait Arabia Saudita rompió relaciones con Irak y apoyo la guerra por la liberación kuwaití. Durante las vísperas de la invasión a Irak, el reino se negó a apoyar la intervención porque temía una fractura social y política en dicho país, cosa que resultó cierta, con la creación del nuevo gobierno federal de Irak de mayoría chiita, Arabia Saudita perdió las últimas intenciones serias para restaurar las relaciones diplomáticas, por el contrario el reino sunita se encargó de hacer mala imagen al nuevo gobierno y en su propio territorio ejecutaron a Nimr Baqr al-Nimr, líder opositor chiita de Arabia Saudita, esto representó una burla para el pueblo y el gobierno chiita de Irak. Según algunos medios Arabia Saudita en un principio financió a los insurgentes sunitas como Al Qaeda para debilitar al gobierno federal.[41]
- Estado de Israel: El gobierno del país judío en 2006 afirmó que estaba entrenando a las milicias de los Peshmergas del Kurdistán iraquí, esto originó protestas de las guerrillas iraquíes e incentivo el sentimiento anti-kurdo.[42][43]

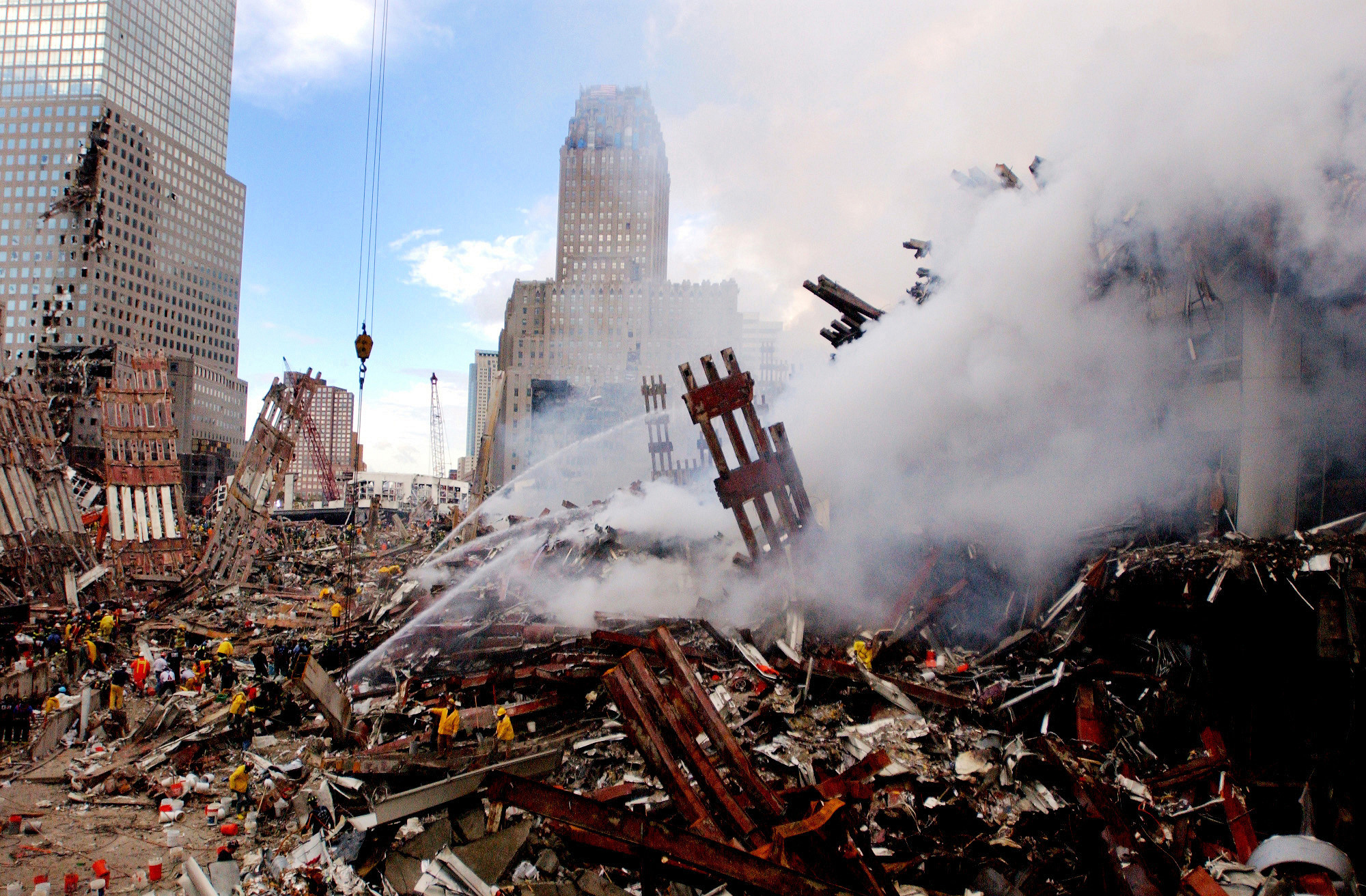
Los atentados del 11 de septiembre de 2001 en varios sectores sunitas de Irak y el mundo islámico hizo ver a Al Qaeda como una organización de resistencia frente a los enemigos del islam.

#### América-Occidente
- Estados Unidos de América: El país americano fue uno de los que financiaron (junto a la Unión Europea y algunos países árabes y africanos) la invasión y guerra de Irak, después de la caída de Husein su gobierno de ocupación no pudo controlar los movimientos guerrilleros que por el 2005 comenzaron a surgir en todo el país, paralelamente más adelante su aporte financiero en la operación Ciclón (nombre clave del entrenamiento de soldados islámicos afganos disconformes con el entonces gobierno ateo y comunista de su país) de la guerra contra la Unión Soviética en Afganistán le pasó factura al iniciarse una serie de atentados en su propio territorio, siendo el más notable el del 11 de septiembre de 2001. El atentado también sirvió como medio propagandístico de Al Qaeda en todo Irak, ya que este se hacía ver como el "héroe islámico luchando contra el villano occidental", cosa que le funcionó y logró fortalecer su rama iraquí en el país. La mayor parte de la Coalición liderada por Estados Unidos finalmente se retiraría el año 2013, un año antes del estallido de la guerra civil.

## Transcurso de la guerra

### Aparición del Estado Islámico
El Estado Islámico está aquí para quedarse y se expandirá.
Abu Bakr al-Baghdadi

En el curso de su campaña de conquista en Ambar los militantes del Estado Islámico de Irak tomaron al menos el 70 % de la gobernación de Ambar en junio de 2014, incluidas las ciudades de Faluya , Al-Kaim, y la mitad del área urbana de Ramadi. Una sección de las milicias guiadas por el propio Abu Bakr al-Baghdadi también se infiltraron en la prisión de Abu Ghraib ubicado en la gobernación de Bagdad, el motivo fue para reclutar a hombres inconformes con el nuevo gobierno y la intervención extranjera.
A principios de junio de 2014, tras nuevas ofensivas a gran escala en el norte de Irak, el Estado Islámico tomó el control de Mosul, la segunda ciudad más poblada del país, incluyendo otras ciudades importantes como Tal Afar y también áreas geográficas de gran tamaño de las gobernaciones de Nínive, Kirkuk, Diala y Saladino, con el objetivo final de capturar Bagdad, la capital y sede del Gobierno Federal de Irak. En un principio se creía que Estado Islámico tenía solo 2000-3000 combatientes hasta la campaña de Mosul, pero durante dicha campaña, se hizo evidente que esta cifra era una gran subestimación. También hubo informes de que el número de grupos sunitas en Irak que se oponían al gobierno predominantemente chií se habían unido a las filas de Estado Islámico, reforzando así los números del grupo. Sin embargo, otros grupos de igual mayoría sunita pero de tendencia secular, como los kurdos en el norte de Irak, no estaban dispuestos a verse bloqueados por los islamistas por lo cual hubo enfrentamientos en las áreas limítrofes entre el Kurdistán iraquí y los territorios del autoproclamado Califato.

### 2018
Tras las ofensivas por parte del ejército iraquí y sus aliados, en paralelo con las ofensivas en Siria, destruyeron la unidad territorial de Estado islámico, obligando a sus remanentes a una lucha de guerrillas desde la clandestinidad. Además de un enfrentamiento directo contra los kurdos.

#### Febrero
El 26 de febrero, la Coalición Internacional anuncia que no existen pruebas contundentes de la muerte de al Baghdadi, líder de Estado Islámico, por lo que continuará su búsqueda.
El 27 de febrero Estado Islámico lanza un ataque contra las posiciones del gobierno central en Hashid al Shaabi. El portavoz de la coalición General Votel, declaró que la presencia estadounidense se mantendrá por un largo periodo para ayudar en la defensa de Irak y detener la injerencia iraní. Se reporta un ataque con coche bomba cerca de un centro comercial en el centro de Kirkuk.
El 28 de febrero el gobierno iraquí anuncia la renovación de los negocios con la corporación rusa Rosneft. Agencias internacionales denuncian que el gobierno iraquí presiona a los refugiados de los campos occidentales de Anbar, para que regresen a sus casas.

#### Marzo
El 1 de marzo, el primer ministro iraquí declaró que es tiempo de la salida de fuerzas militares extranjeras del territorio nacional.
El 9 de marzo de 2018 el primer ministro de Irak, Haidar al-Abadi, emitió un decreto ordenando la inclusión formal de las Unidades de Movilización Popular (Al-Hashad Al-Shabi, en árabe) en las Fuerzas Armadas de Irak, y bajo su mando como comandante en jefe. Estas fuerzas populares pasarán a contar con muchos de los mismos derechos que los miembros del Ejército, y también, recibirán salarios equivalentes a los miembros de las fuerzas armadas bajo el control del Ministerio de Defensa, según el decreto gubernamental. Asimismo, estarán sujetos a las leyes del servicio militar y tendrán acceso a institutos militares y universidades.
Las Unidades de Movilización Popular son una unidad de fuerzas populares compuesta por unos 40 grupos tribales, en su mayoría musulmanes chiíes, pero también, incluye a combatientes suníes y cristianos. Esta organización popular se formó poco después de la gran ofensiva Estado Islámico contra Irak en junio de 2014, gracias a un fatwa (decreto religioso) lanzada por el máximo clérigo chií de Irak, el ayatolá Seyed Ali Sistani, que instaba a los ciudadanos a levantarse en armas y “luchar contra los terroristas para la defensa de su país, su pueblo y los lugares santos”. El Parlamento iraquí aprobó en noviembre de 2016 un proyecto para reconocer a estas unidades populares como parte de las fuerzas oficiales por su papel en la ofensiva contra Estado islámico.
El 21 de marzo diez agentes de la Policía federal de Irak fueron secuestrados por Estado Islámico. El ataque de las dependencias policiales se produjo en la madrugada cerca de la ciudad de Tuz Jurmatu. Tras los enfrentamientos, que dejaron muertos y heridos tanto entre terroristas y agentes.
El 25 de marzo se cumplieron 15 años del inicio de la invasión estadounidense a Irak, una campaña bélica que tuvo como pretexto la supuesta posesión de armas de destrucción masiva por el régimen de Sadam Huseín, un dato que nunca llegó a confirmarse.
El 27 de marzo la brigada 88 del ejército iraquí encontró una fosa común en las montañas de Hamrin. Se realizaron operación antiterroristas cerca del poblado de Husseiniya próximo a la ciudad de Zab. Dirigidas por la Brigade 56 del regimiento de Zab, Brigade 36 del regimiento Black Tigris, y la sexta brigada de la Policía Federal, eliminando a 6 insurgentes. Milicianos de Estado islámico atacaron con morteros a la base iraquí al oeste de Kirkuk destruyendo 11 barracas. El primer ministro anunció haber tenido una reunión con su contraparte turca sobre el respeto a su soberanía, declarando que Irak se protegerá de cualquier agresión. Además anunció que el ejército iraquí ya controla toda las fronteras del país.
El 28 de marzo el portavoz de la coalición liderada por EE. UU. CJTFOIR, indicó que han muerto un total de 855 civiles en los bombardeos contra Estado Islámico. En una intervención del primer ministro iraquí, anunció que su país desea permanecer neutral en el conflicto diplomático iraní-estadounidense. Agregó que durante un operativo en el subdistrito de Riyadh en Hawija, provincia de Kirkuk, se encontraron más de 1000 minas terrestres de fabricación alemana y que habían eilminado a 14 insurgentes de Estado islámico en las provincias de Ninawa y Saladin.

#### Amenazas de intervención turca en el Kurdistán iraquí
Durante el desarrollo de la guerra civil iraquí, el ejército turco ha bombardeado en varias ocasiones posiciones kurdas, alegando ser parte de las PKK (Partido de los trabajadores del Kurdistán). El 19 de marzo, un día después de que el Ejército de Turquía, apoyado por la oposición siria, tomara "el control total" de la ciudad siria de Afrín, el presidente turco, Recep Tayyip Erdoğan, anunció que Ankara lanzará nuevos ataques contra terroristas en Siria e Irak. Erdogan hizo hincapié en que los pasos para combatir a los terroristas continuarán en otras áreas de Siria —incluso en Munbich, Kobane o Tell Abyad — "hasta la destrucción total de la zona que controlan" en la frontera entre Turquía y Siria. No excluyó que su país desarrolle una operación antiterrorista en Irak, la región iraquí de Sinjar. El presidente de Turquía agregó que, si Irak no resuelve el problema, "las Fuerzas Armadas turcas pueden comenzar la operación en Sinjar en cualquier momento".
El 25 de marzo, el presidente turco, Recep Tayyip Erdoğan, anunció el lanzamiento de una nueva operación militar contra la milicia kurda en la ciudad iraquí de Sinjar., ante las protestas del gobierno iraquí.

### Conflicto Kurdo - Iraquí
Desde mediados de 2017 el gobierno central iraquí y la administración autónoma kurda han mantenido diferentes escaramuzas, siendo la más grave la toma de Kirkuk por parte el gobierno central tras un referéndum independentista kurdo.
El 25 de febrero, el gobierno iraquí anuncia la extensión del cierre del aeropuerto de Erbil y Suleimaini hasta junio. Se anuncia también la paralización del proyecto para llevar petróleo desde el Kurdistán iraquí a Irán por razones de seguridad.
El 26 de febrero tras el repliegue del ejército iraquí debido a un ataque sorpresa de Estado Islámico en Schwan al norte de Kirkuk, los peshmergas se hicieron con el control de la zona, rechazando la solicitud de su retirada por parte del gobierno central.
El 27 de febrero el primer ministro iraquí anunció el acuerdo con las autoridades kurdas para el reinicio de la producción de crudo en Kirkuk.
El 1 de marzo el gobierno kurdo exige la apertura de la carretera Kirkuk - Erbil.

## Derechos Humanos
Cerca de 19,000 civiles fueron asesinados en Irak solo entre enero de 2014 y octubre de 2015. Estado Islámico ejecutó a 1,700 cadetes chiíes del campo Speicher de la fuerza aérea iraquí cerca de Tikrit el 12 de junio de 2014. El genocidio yazidi provocó el exilio del pueblo yazidi de sus tierras ancestrales en el norte de Irak.
Según Newsweek, Amnistía Internacional ha denunciado a las fuerzas gubernamentales y las milicias paramilitares por torturas, detenciones arbitrarias, desapariciones forzosas y ejecutado a miles de civiles que escapaban del control de Estado Islámico. El informe titulado Castigado por crímenes del Daesh, alega que miles de hombres y jóvenes sunnis han sido desaparecidos por la fuerza por parte de fuerzas del gobierno y milicias iraquíes.

### Ejecuciones de antiguos miembros de Estado Islámico
Miles de personas que pertenecieron a Estado islámico o sospechosos de colaborar con estos fueron encarcelados y sentenciados a muerte.
El 25 de febrero, 16 mujeres turcas fueron sentenciadas a muerte por unirse a Estado Islámico, Se anuncia la captura de 50 personas sospechosas de colaborar con Estado Islámico en Basra, escaparon del cautiverio.
El 28 de febrero, 25 mujeres de origen ruso junto con sus hijos fueron trasladadas desde Mosul hasta Bagdad, a la espera de su ejecución por pertenecer a Estado Islámico.